# František Babušek
František Babušek (* 5. November 1905 in Pressburg, Österreich-Ungarn; † 13. Oktober 1954 Bratislava) war ein tschechoslowakischer Komponist und Dirigent.

## Leben
František Babušek begann seine musikalische Praxis als Sänger in mehreren Chorvereinigungen seiner Geburtsstadt. Er studierte Kontrabass an der Akademie für Musik und Theater, dem nunmehrigen Konservatorium Bratislava und wurde 1929 Mitglied des in diesem Jahr gegründeten Bratislavaer Rundfunkorchesters. 1931 ging er nach Prag, wo er im 1926 formierten Radiojournal-Orchester, aus dem in der Folge das Sinfonieorchester des Tschechischen Rundfunks (SOČR) hervorging, Tuba und Kontrabass spielte. Parallel dazu studierte er am Prager Konservatorium Komposition bei Josef Suk und Dirigieren bei Pavel Dědeček. Nach dem Tod von Suk 1934 setzte er das Studium am selben Institut in der Meisterklasse von Vítězslav Novák fort, ehe er 1938 mit der Passacaglia für Orgel und Orchester op. 4 seinen Abschluss bei Jaroslav Křička machte. Nach dem Zerfall des Landes nach Bratislava zurückgekehrt, arbeitete er 1939–1952 als Dirigent des Bratislavaer Rundfunkorchesters, ab 1942 als dessen Chef. 1943 wurde er vorübergehend entlassen, weil er sich auf die Seite seiner Orchestermusiker stellte, als diese sich weigerten, unter einem deutschen Gastdirigenten zu spielen. Zu den wenigen ausländischen Gastauftritten, die er nach dem Ende des Zweiten Weltkriegs hatte, gehörten Dirigate des Budapester Rundfunkorchesters und des Orchesters der BBC in London 1948. Nach 1952 beendete er aus gesundheitlichen Gründen das aktive Musizieren. Babušek starb im Alter von nur 48 Jahren nach langer Krankheit am 13. Oktober 1954 in Bratislava. Sein Nachlass wird in der Musikabteilung des Slowakischen Nationalmuseums aufbewahrt.
Die musikhistorische Rolle František Babušeks wird man in seiner Mitwirkung beim Aufbau entsprechender Strukturen in den Rundfunkanstalten der Slowakei und Tschechiens verorten. Diesbezüglich hatte er eine von den politischen Verhältnissen nur bedingt beeinflusste Stellung, die sich in der demokratisch regierten Tschechoslowakei der Zwischenkriegszeit wenig von jener im diktatorischen Tiso-Staat und in der stalinistisch orientierten ČSR unterschied. Seine eigene Musik war bereits in den Zeiten der Ersten Tschechoslowakischen Republik an der spätromantischen Tradition orientiert, während er aktuelle Strömungen der Moderne seiner Zeit kaum für sich adaptierte. Dementsprechend stand er damit in keiner Phase im Widerspruch zu offiziellen kulturpolitischen Ansprüchen und ging später automatisch mit den Forderungen des so genannten Sozialistischen Realismus konform. Nichtsdestotrotz ordnete er sich auch den äußeren Gegebenheiten unter, was in Titeln wie Pochod slovenskej mládeže (Marsch der slowakischen Jugend, vor 1948) oder Buď sláva národu (Sei der Ruhm der Nation, 1952) resultierte. In der Regel tragen seine Stücke im Sinn seines eigenen Bedarfs als Interpret oft dem unterhaltenden Charakter der Radioprogramme Rechnung. Ein höherer künstlerischer Anspruch ist in seinen wenigen größer dimensionierten Arbeiten bemerkbar, etwa in der Suite Mesiac nad riekou (Mond über dem Fluss) op. 10 und vor allem im Klavierkonzert op. 25 von 1950. Bislang wurde kein nach musikwissenschaftlichen Kriterien erstelltes Werkverzeichnis publiziert, sodass es nach den bekannten Quellen viele Ungenauigkeiten in der Datierung und Nummerierung gibt. In slowakischen und tschechischen Rundfunkarchiven haben sich einige wenige Aufnahmen – zumeist Operetten- und Schlagertitel – unter dem Dirigat von Babušek erhalten. Desgleich existieren dort historische Aufnahmen einzelner seiner Werke. Kommerzielle Aufnahmen seiner Kompositionen befanden sich per Ende 2021 nicht in den internationalen Katalogen.

## Werke (Auswahl)

### Chor a cappella
- Slovenská zem (Slowakische Erde) nach Worten von Emil Boleslav Lukáč[5] für Männerchor a cappella op. 3 (vor 1948)

### Solisten, Chor und Orchester
- Slovenské spevy (Slowakische Lieder) für Sopran, Alt, Tenor, Bass, gemischten Chor und Orchester op. 7 (vor 1948)
- Slovenská mládež spieva (Die slowakische Jugend singt) für Kinderchor und Orchester op. 12 (vor 1948)
- Slovenská rodina spieva (Die slowakische Familie singt) für Kinderchor, Frauenchor, Männerchor und Orchester op. 13 (vor 1948)
- Pieseň života (Das Lied des Lebens) Kantate nach einem Text von Viliam Turčány[6] für Sprecher, gemischten Chor und großes Orchester op. 28 (1951)
- Venček východoslovenských piesní (Ostslowakischer Liederkranz) für Kinderchor und großes Orchester op. 29 (1953)

### Orchesterwerke
- Radostná nálada (Fröhliche Laune). Scherzo
- Svadobná polonéza (Hochzeitspolonaise)
- Slovenská rapsódia (Slowakische Rhapsodie) op. 9 (1930)
- Vier Stücke für Orchester op. 1 (vor 1948)
  - Serenáda op. 1a
  - Slovenský tanec (Slowakischer Tanz) op. 1b; Orchestrierung: Bohuslav Leopold
  - Malá predohra (Kleine Ouvertüre) op. 1c
  - Valse triste op. 1d
- Drei Stücke für Orchester op. 2 (vor 1948)
  - Poľský tanec (Polnischer Tanz) op. 2a
  - Chanson triste op. 2b
  - Pochod slovenskej mládeže (Marsch der slowakischen Jugend) op. 2c
- Mesiac nad riekou (Mond über dem Fluss). Sinfonische Suite op. 10 (vor 1948)
- Danse amoureuse. Szenenmusik für den Rundfunk op. 11 (vor 1948)
- Slovenská veselica (Slowakisches Volksfest) op. 14 (vor 1948)
- Malá uspávanka (Kleines Wiegenlied), Fassung für Orchester op. 18 (vor 1950)
- Bunkošový tanec. Volkstanz op. 18 (vor 1953)
- Buď sláva národu (Sei der Ruhm der Nation) op. 27 (1952)
- Ľúbostný tanec (Tanz der Liebe) (vor 1954)
- Krakoviak (vor 1954)

### Streichorchester
- Prelúdium op. 5 (vor 1948)[7]

### Soloinstrument und Orchester
- Passacaglia (Rondo) für Orgel und Orchester op. 4 (1938)
- Konzert für Klavier und Orchester d-Moll op. 25 (1950)

### Kammermusik
- Nonett für Flöte, Oboe, Klarinette, Fagott, Horn, Violine, Viola, Violoncello und Kontrabass op. 6 (1940)
- Malá uspávanka (Kleines Wiegenlied), Fassung für Klaviertrio op. 18 (vor 1950)

### Diverse Instrumente solo
- Prelúdium für Orgel
- Prelúdium für Klavier op. 8 (vor 1948)